# Gag (album)
 (juin 2018).
Si vous disposez d'ouvrages ou d'articles de référence ou si vous connaissez des sites web de qualité traitant du thème abordé ici, merci de compléter l'article en donnant les références utiles à sa vérifiabilité et en les liant à la section « Notes et références ».
Pour les articles homonymes, voir Gag.
Albums de Fad Gadget
Under the Flag
(1982) The Fad Gadget Singles
(1986)
Singles
1. Collapsing New People
Sortie : 15 novembre 1983
2. One Man's Meat
Sortie : 1er avril 1984

Gag est le quatrième album du groupe britannique de musique industrielle et de new wave Fad Gadget, sorti en février 1984.
Combinaison de musiques de styles électronique et industrielle, l'album, enregistré pour Mute Records, est assez expérimental et, finalement, peu commercial[réf. nécessaire].

## Liste des titres
|       | 'Face A'              |                                      |      |
| A1.   | Ideal World           | Tovey, Frost, Cash                   | 5:39 |
| A2.   | Collapsing New People | Tovey, Frost, Rogers, Simmonds, Cash | 4:23 |
| A3.   | Sleep                 | Tovey, Miller                        | 3:25 |
| A4.   | Stand Up              | Tovey, Rogers, Simmonds              | 3:30 |
| A5.   | Speak to Me           | Tovey, Sackett                       | 3:23 |
|       | 'Face B'              |                                      |      |
| B1.   | One Man's Meat        | Tovey, Simmonds, Sackett             | 4:06 |
| B2.   | The Ring              | Tovey, Simmonds                      | 3:53 |
| B3.   | Jump                  | Tovey, Rogers, Sackett, Cash         | 4:09 |
| B4.   | Ad Nauseam            | Tovey                                | 6:32 |
| 39:02 |                       |                                      |      |

## Crédits
| - Barbara Frost, Frank Tovey : chant - Dave Rogers : guitare, contrebasse, electronics (synth bass) - Nick Cash : batterie, percussions - David Simmonds : piano, synthétiseur, orgue, célesta, marimba, percussions - Joni Sackett : alto, chant | - Production : Frank Tovey - Coproduction, ingénierie (tonmeister (en)) : Gareth Jones - Ingénierie (re-recording) : John Fryer - Mastering : Tim Young - Artwork : Edwin Pouncey, Jill Tipping (Savage Leisurecentre) - Photographie : Peter Gruchot, Anton Corbijn - Livret d'album : Biba Kopf |